# Stéphan Carpiaux
Stéphan Carpiaux, né le 8 mars 1964 à Namur, est un scénariste, réalisateur et photographe belge.

## Carrière
Il a réalisé quelques courts métrages et un long métrage, Les Fourmis rouges (2007) avec comme acteurs principaux Deborah François, Arthur Jugnot, Frédéric Pierrot et Julie Gayet.

## Filmographie
- 2007 : Les Fourmis rouges
- 1998 : Tempus fugit
- 1993 : The Motorcycle Girl
- 1990 : Week-end
- 1988 : Service compris